# Krzysztof Zalewski (piosenkarz)
Krzysztof Zalewski-Brejdygant, występujący jako Krzysztof Zalewski lub Zalewski, dawniej pod pseud. Zalef (ur. 24 sierpnia 1984 w Lublinie) – polski piosenkarz wykonujący rock i pop, multiinstrumentalista, kompozytor, autor tekstów, aktor i prezenter radiowy.
W 2002, po trzyletnim okresie gry na gitarze w lokalnym zespole Loch Ness, wziął udział w drugiej edycji wokalnego talent show Idol telewizji Polsat, którego został laureatem. W ramach nagrody wydał w 2004 swój debiutancki album studyjny pt. Pistolet. Wykonywał wówczas muzykę z pogranicza heavy metalu i rocka. Po zakończeniu promocji Pistoletu do 2014 pracował jako instrumentalista innych wykonawców: Katarzyny Nosowskiej, Brodki oraz zespołów Nie-bo i Hey, ponadto był członkiem grup Japoto (2010–2012) i Muchy (2012–2014). Od 2013 ponownie nagrywa i występuje solowo. Od tego czasu wydał pięć albumów studyjnych: Zelig (2013), Złoto (2016), Zalewski śpiewa Niemena (2018), Zabawa (2020) i Zgłowy (2024) oraz album koncertowy MTV Unplugged (2021). W 2018, 2019 i 2022 był częścią supergrupy Męskie Granie Orkiestra, w ramach której nagrał single: „Początek”, „Sobie i Wam” oraz „Jest tylko teraz”.
Laureat 8 Fryderyków, Mateusza, Bestsellera Empiku i Superjedynki. Jego nagrania zostały certyfikowane przez Związek Producentów Audio-Video: jedno diamentową płytą, jedno potrójnie platynową, jedno podwójnie platynową, trzy platynową i pięć złotą. Albumy Zalewski śpiewa Niemena, Zabawa, MTV Unplugged i Zgłowy były notowane w pierwszej piątce ogólnopolskiej listy sprzedaży OLiS. Osiem jego utworów dotarło do pierwszej dziesiątki Listy przebojów Programu Trzeciego, z czego cztery do miejsca pierwszego, zaś pięć zajęło miejsca w pierwszej dziesiątce ogólnopolskiej listy airplay OLiA.
Zagrał w kilku filmach i serialach, między innymi w Historii Roja (2016) i Bo we mnie jest seks (2021). Prowadził audycję radiową Zalef Zgiełku dla Programu Trzeciego Polskiego Radia. W 2022 został gospodarzem autorskiej audycji Zelig w Radiu 357.

## Rodzina i edukacja
Urodził się 24 sierpnia 1984 w Lublinie. Jest synem aktora, reżysera i scenarzysty Stanisława Brejdyganta. Wychowywał się z matką, która w 1997 śmiertelnie zachorowała. Dopiero wówczas Zalewski poznał ojca. Synem Stanisława z innego związku jest reżyser, scenarzysta i pisarz Igor Brejdygant. Bracia dowiedzieli się o swoim istnieniu i poznali w 2002.
W dzieciństwie uczył się gry na gitarze, a w okresie liceum zaczął śpiewać. Jest absolwentem podstawowej szkoły muzycznej w klasie fortepianu i perkusji, gdzie dodatkowo występował w chórze. Ukończył naukę w I Liceum Ogólnokształcącym im. Stanisława Staszica w Lublinie. Studiował dziennikarstwo i odbył staż zawodowy w dziale muzycznym „Gazety Wyborczej”.

## Działalność muzyczna

### 1999–2009
W 1999 założył z kolegami zespół heavymetalowy Loch Ness, w którym grał na gitarze. Z grupą występował w lokalnych klubach i nagrał kasetę demo. W 2002 wziął udział w przesłuchaniach do drugiej edycji talent show telewizji Polsat Idol. W odcinku finałowym 16 lutego 2003 zaprezentował „Jeremy” Pearl Jamu i dzięki zdobyciu 51% głosów z oddanych ponad miliona zwyciężył edycję, wygrywając kontrakt na album muzyczny z wytwórnią BMG Poland. 10 marca 2003 do sprzedaży trafił album pt. Idol Top 10 cz. 2, zawierający utwory finalistów programu, w tym „Hot Stuff” Donny Summer w wykonaniu Zalewskiego. Na płycie znalazł się także premierowy, wydany również na singlu utwór „Czy…” w wykonaniu wszystkich finalistów, do którego Zalewski współtworzył tekst. 6 stycznia 2004 wystąpił we Wrocławiu podczas koncertu charytatywnego na rzecz chorującego na nowotwór Wojciecha Seweryna.
Po zwycięstwie w Idolu rozpoczął we Wrocławiu pracę nad materiałem na debiutancki album, który tworzył zarówno z kolegami z Loch Ness, jak i nowo poznanymi muzykami. Głównym producentem albumu był Krzysztof Krupa. Ze względu na szybkie tempo prac narzucone przez wytwórnię Zalewski nagrywał tylko partie wokalne, nie grał natomiast na gitarze, ponadto napisał teksty do kilku piosenek na płytę. Dzięki pośrednictwu Krupy, który pracował też jako realizator dźwięku podczas trasy koncertowej zespołu Hey, teksty do trzech utworów napisała Katarzyna Nosowska. Zalewski chciał wydać album jako Zalef i Loch Ness, jednak na pomysł nie przystała wytwórnia BMG, która narzuciła wykonawcy przyjęcie pseudonimu Zalef. Album, zatytułowany Pistolet, ukazał się 1 marca 2004 i dotarł do siódmego miejsca ogólnopolskiej listy sprzedaży OLiS. Album był promowany singlami: „What I Am”, „Znikam” i „Kiedy miasto śpi”, a także dwiema trasami koncertowymi. Przedstawiciele wytwórni BMG nie wyrazili zainteresowania wydaniem drugiego albumu Zalewskiego.
19 sierpnia 2005 wystąpił na Festiwalu Jedynki w Sopocie. W latach 2006–2008 grał podczas koncertów zespołu Nie-bo. W 2006 nagrał piosenkę „Śnieżny szus” na składankę pt. Święta święta vol. 4 z muzyką bożonarodzeniową. W 2007 wystąpił podczas 44. Krajowego Festiwalu Piosenki Polskiej w Opolu oraz w programach Przebojowa noc i Złota sobota stacji TVP1, a także napisał tekst do utworu „Prezent” Silskiego. W latach 2008–2010 grał na koncertach Nosowskiej i pracował nad jej albumem pt. Osiecka (2008), grając na wibrafonie, udzielając się w chórkach i współkomponując utwór „Jesień na Saskiej”. W 2008 zakwalifikował się z utworem „Kiełbasa” do programu Piosenka dla Europy 2008, został jednak zdyskwalifikowany ze względu na naruszenie regulaminu konkursu. W latach 2009–2012 grał na instrumentach klawiszowych podczas trasy Hey, promującej album pt. Miłość! Uwaga! Ratunku! Pomocy!.

### 2010–2019

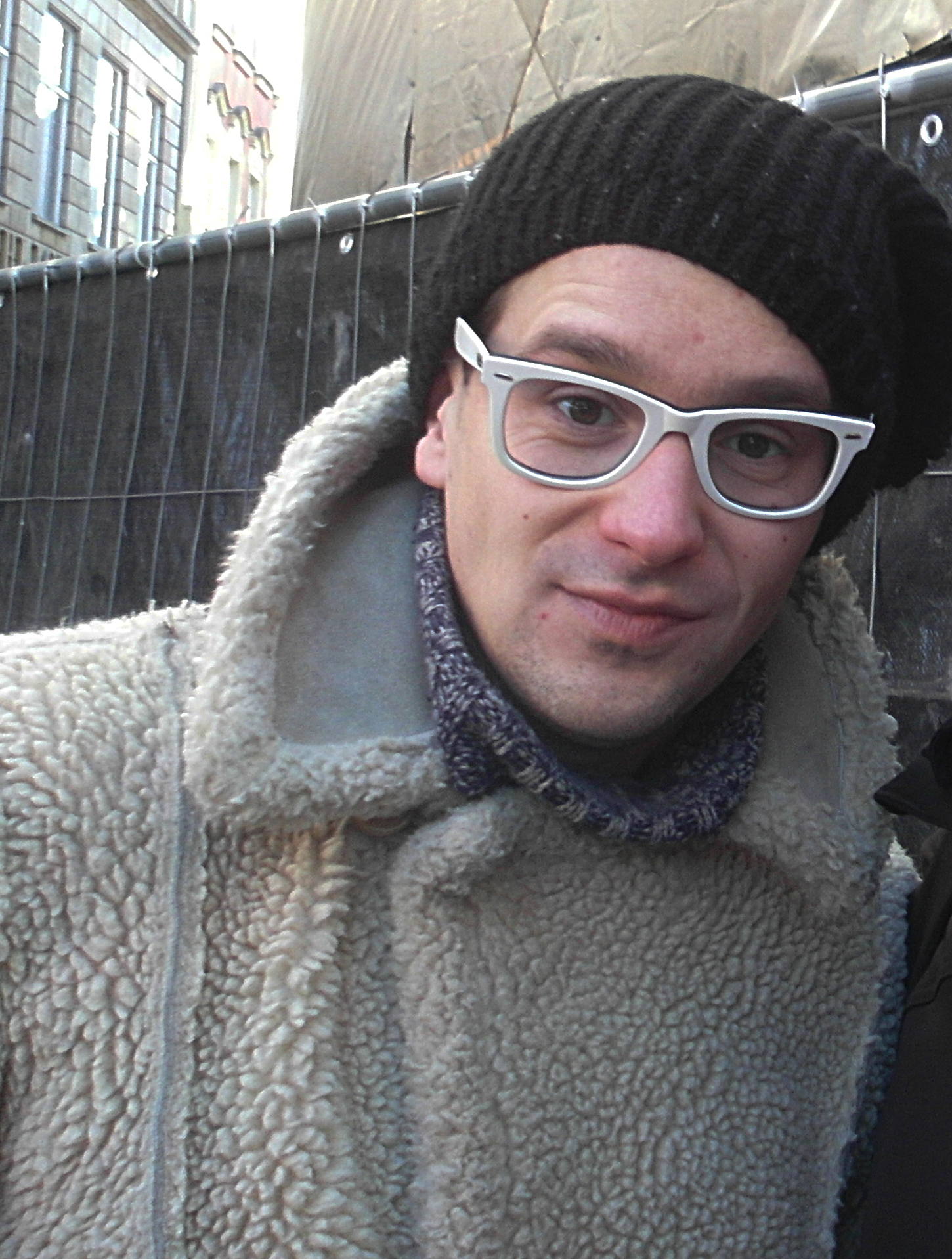
Zalewski w 2011

W 2010 współtworzył zespół Japoto, w którym występował jako wokalista. 8 listopada ukazał się debiutancki album grupy pt. Japoto. Zalewski był jednym z kompozytorów muzyki do filmu animowanego Jeż Jerzy, który trafił na ekrany kin w marcu 2011. W 2011 zaśpiewał „Nie pytaj o Polskę” w specjalnym odcinku programu Szansa na sukces, a także występował jako support podczas koncertów zespołu Muchy, prezentując premierowy, solowy materiał. Z czasem zaczął grać z Muchami na gitarze, udzielał się podczas nagrań do ich albumu Chcecicospowiedziec, a w 2012, po zakończeniu trasy z Hey, dołączył do zespołu jako członek.
W 2013, wciąż występując w Muchach, zaczął grać również podczas koncertów Brodki, a dzięki znajomości z piosenkarką zyskał kontrakt z wytwórnią Kayax. Za sprawą zwycięstwa w głosowaniu słuchaczy Polskiego Radia 20 lipca 2013 zagrał solowy koncert podczas koncertu z cyklu Męskie Granie w Chorzowie. Nagranie jego wykonań utworów „Ósemko” i „Jaśniej” znalazło się na albumie koncertowym Męskie Granie 2013, wydanym we wrześniu. 16 października 2013 pod szyldem Kayaxu wydał „Jaśniej” – swój pierwszy singiel od dekady, a zarazem pierwszy wydany pod własnym nazwiskiem, a nie pod pseudonimem artystycznym. 11 listopada 2013 został opublikowany teledysk do piosenki, w którym wystąpił gościnnie szereg polskich muzyków. Dzień później odbyła się premiera albumu studyjnego Zelig, zawierającego nagrania, nad którymi Zalewski pracował przez ostatnie osiem lat. Płytę wyprodukował Marcin Bors. Zalewski przyznał w wywiadzie, że traktuje Zelig jako swój debiut, a Pistolet jako falstart. Album zebrał pozytywne recenzje.
W listopadzie i grudniu 2013 występował jako support podczas trasy koncertowej Katarzyny Nosowskiej. W 2014 promował Zelig singlami: „Zboża” i „Ósemko”. W czerwcu 2014 występował jako support podczas trasy Red Bull Tour Bus Brodki. 29 sierpnia 2014 ponownie zagrał na koncercie z cyklu Męskie Granie, tym razem w Żywcu. Oprócz solowego koncertu, zaśpiewał gościnnie z tegoroczną Męskie Granie Orkiestrą podczas trzech piosenek, które znalazły się na albumie koncertowym Męskie Granie 2014, który został wydany we wrześniu 2014. 14 października 2014 odbyła się premiera albumu Much pt. Karma Market. Po wydaniu płyty Zalewski opuścił grupę ze względu na brak możliwości pogodzenia terminów. 18 listopada 2014 ukazał się singiel „Złota kula” Grubsona z gościnnym udziałem Zalewskiego. Również w listopadzie 2014 artysta występował jako support podczas trasy grupy Tides From Nebula.
23 lutego 2015 ukazał się album Natalii Kukulskiej pt. Ósmy plan, na którym Zalewski wystąpił gościnnie w coverze utworu „Zaopiekuj się mną” zespołu Rezerwat. 23 kwietnia 2015 zaśpiewał w duecie z Natalią Przybysz jej utwór „Miód” podczas gali Fryderyki 2015. W 2015 ponownie zaangażował się w Męskie Granie, grając na gitarze w tegorocznym singlu trasy, „Armaty”. Podczas koncertów z trasy śpiewał singiel „Elektryczny” oraz cover „Obracam w palcach złoty pieniądz” grupy Perfect. Oba występy znalazły się na albumie koncertowym Męskie Granie 2015, który został wydany w październiku 2015. Druga z piosenek promowała album na singlu i dotarła do 14. miejsca Listy przebojów Programu Trzeciego.
W listopadzie i grudniu 2015 odbył trasę Solo Act, podczas której występował na scenie jako jedyny muzyk. Rok 2015 zakończył występem na Sylwestrze z Dwójką we Wrocławiu. 6 maja 2016 wydał singiel „Luka”, który zwiastował jego nowy album solowy. Z utworem dotarł do 11. miejsca Listy przebojów Programu Trzeciego. 16 czerwca 2016 wystąpił na Life Festivalu w Oświęcimiu. Od czerwca do września 2016 brał udział w trasie koncertowej Spragnieni lata, podczas której – wraz z Tymonem Tymańskim, Natalią Grosiak, Natalią Przybysz i zespołem The Transistors – prezentował utwory z albumu The Beatles zespołu o tej samej nazwie w nowych aranżacjach, przygotowanych przez Tymańskiego. Jesienią 2016 wydał kolejne single ze swojego trzeciego albumu: „Miłość miłość” (19 października), „Polsko” i „Jak dobrze” z gościnnym udziałem Natalii Przybysz (oba 18 listopada). Piosenki osiągnęły kolejno: szóste, pierwsze i 18. miejsce na Liście przebojów Programu Trzeciego. 18 listopada 2016 wydał album pt. Złoto, nad którym pracował m.in. z Andrzejem Smolikiem i duetem Plan B. Wydawnictwo zebrało pozytywne recenzje i zadebiutowało na ósmym miejscu listy OLiS. W grudniu 2016 ukazały się nagrane przez Zalewskiego utwory „Wiersz o karpiu” (z Natalią Grosiak, Kayah i Skubasem) oraz „Cichosza” (z Marcinem Macukiem), nagrane na potrzeby kolejno kompilacji Święta bez granic 2016 i cyklu filmów Legendy polskie. W styczniu 2017 wyruszył w trasę koncertową Złoto. W marcu 2017 otrzymał nominacje do Fryderyków w kategoriach: album roku rock (Złoto) i teledysk roku („Miłość miłość”).

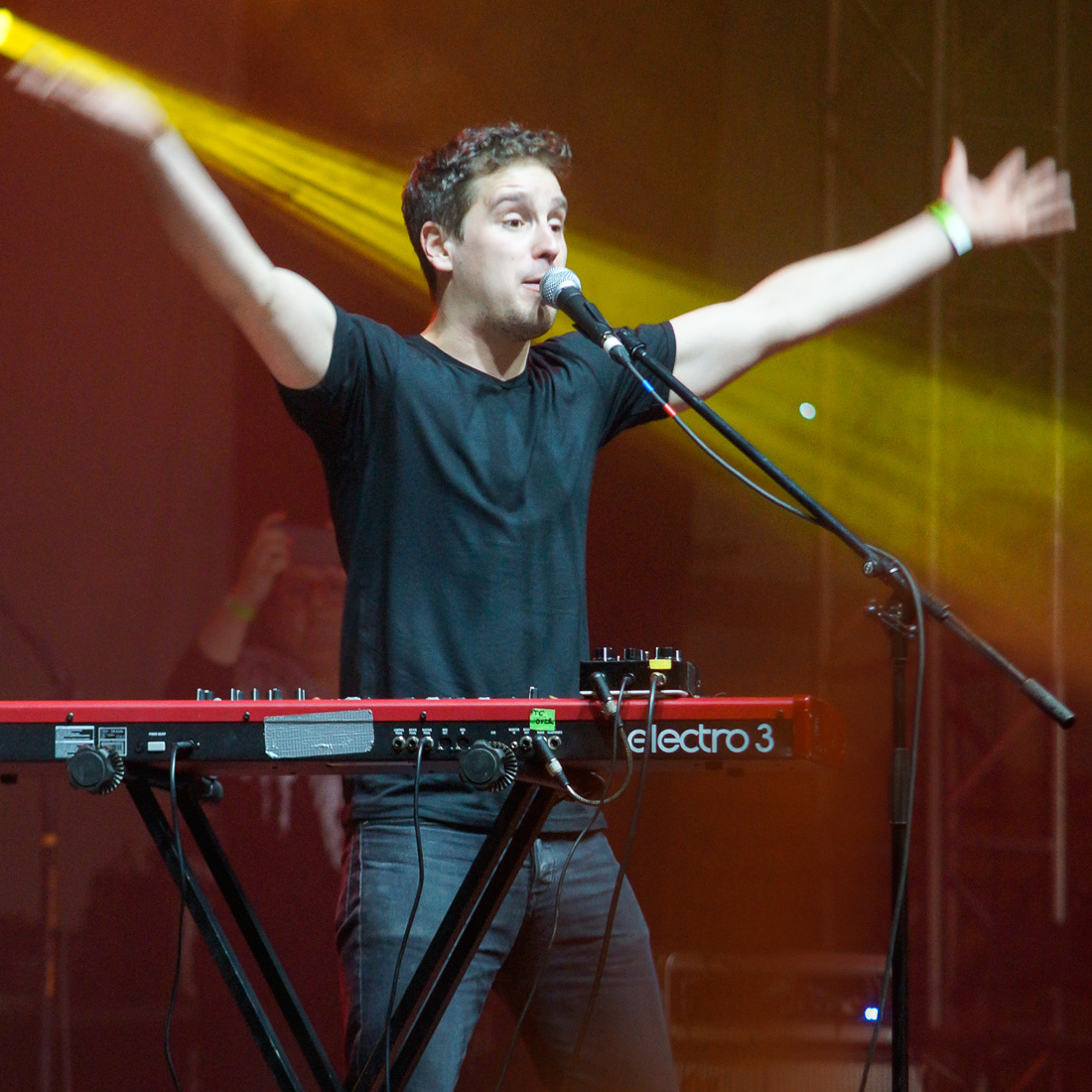
Zalewski podczas koncertu na Rocket Festiwalu 2014 w Warszawie

W maju 2017 ukazał się tribute album dla Agnieszki Osieckiej pt. nowOsiecka, na którym znalazł się utwór „Chwalmy Pana” w wykonaniu Zalewskiego. W 2017 artysta wystąpił gościnnie w utworach: „Perseidy” Miuosha w wersji SΔVV Remix, „Break the Rules” SoDrumatic i „Począwszy od Kaina” Natalii Niemen. 2 czerwca 2017 odbyła się premiera teledysku do singla „Polsko”, w którym zagrał Daniel Olbrychski. Zalewski otrzymał dzięki niemu kolejną nominację do Fryderyka za teledysk roku. Latem 2017 wystąpił na Impact Festivalu w Krakowie, Open’er Festivalu w Gdyni i podczas trasy Męskie Granie. 16 sierpnia 2017 zagrał koncert z coverami utworów Czesława Niemena podczas festiwalu w Jarocinie. 23 września 2017 wyruszył w drugi etap trasy Złoto, a dwa dni później wydał ostatnie single z najnowszej płyty: „Podróżnik” i „Na drugi brzeg”. Za sprawą sukcesu Złota w październiku 2017 otrzymał nagrodę Mateusza w kategorii muzyka rozrywkowa – wydarzenie. 10 listopada 2017 ukazał się album koncertowy Męskie Granie 2017 z dwoma utworami w wykonaniu Zalewskiego.
26 stycznia 2018 odbyła się premiera albumu Zalewski śpiewa Niemena, wyprodukowanego przez Jerzego Zagórskiego. Wydawnictwo zebrało pozytywne recenzje i zadebiutowało na czwartym miejscu listy OLiS. Promujący go singel „Przyjdź w taką noc” osiągnął drugie miejsce Listy przebojów Programu Trzeciego. W lutym 2018 Złoto powróciło na notowanie OLiS, zajmując 11. miejsce, a Zelig pojawił się na nim po raz pierwszy, plasując się na 33. pozycji na liście. Kolejno w styczniu i lutym 2018 Związek Producentów Audio-Video (ZPAV) przyznał Zalewskiemu złotą płytę za singiel „Miłość miłość” i album Złoto. W lutym 2018 artysta rozpoczął serię koncertów Zalewski śpiewa Niemena. 19 marca 2018 wystąpił w Teatrze Polskim w Warszawie na gali 100-lecia ZAiKS. 12 kwietnia 2018 zaśpiewał gościnnie podczas koncertu Brodki z serii MTV Unplugged w Lublinie, a ich wykonanie utworu „Syberia” zostało wydane na albumie koncertowym MTV Unplugged i na singlu. 24 kwietnia 2018 Zalewski wystąpił w duecie z Darią Zawiałow podczas gali Fryderyki 2018, gdzie zaprezentowali utwory „Malinowy chruśniak” i „Polsko”. W 2018 nagrał piosenki na potrzeby kompilacji: „Chwila”  na płytę pt. Alkopoligamia prezentuje: Albo Inaczej 2 i „Fabryka małp” na album pt. LP1 z coverami utworów z debiutanckiego albumu grupy Lady Pank.
W 2018 został mianowany dyrektorem artystycznym Męskiego Grania. Na potrzeby projektu napisał i nagrał singiel „Początek”, w którym zaśpiewali także Dawid Podsiadło i Kortez. Piosenka odniosła duży sukces komercyjny, zdobywając w serwisie YouTube milion odtworzeń w niecałe dwie doby i ponad 30 milionów przez dwa i pół miesiąca od premiery. Singiel osiągnął drugie miejsce listy AirPlay – Top i przez dziesięć tygodni zajmował pierwszą pozycję Listy przebojów Programu Trzeciego. Dotarł do pierwszego miejsca licznych notowań radiowych, takich jak Poplista RMF FM czy Lista przebojów Radia Zet. W skali całego 2018 „Początek” był piosenką najczęściej puszczaną w polskich radiostacjach i trzecim najczęściej odtwarzanym utworem przez polskich użytkowników nagraniem w serwisie Spotify. Latem 2018 Zalewski występował podczas trasy Męskie Granie z solowymi koncertami (w tym Zalewski śpiewa Niemena) oraz jako część Męskie Granie Orkiestry, z którą grał covery polskich przebojów. 10 czerwca 2018 zaśpiewał na 45. KFPP w Opolu, 3 sierpnia 2018 zagrał na Pol’and’Rock Festivalu, a 29 sierpnia 2018 wyruszył w drugi etap trasy Zalewski śpiewa Niemena.

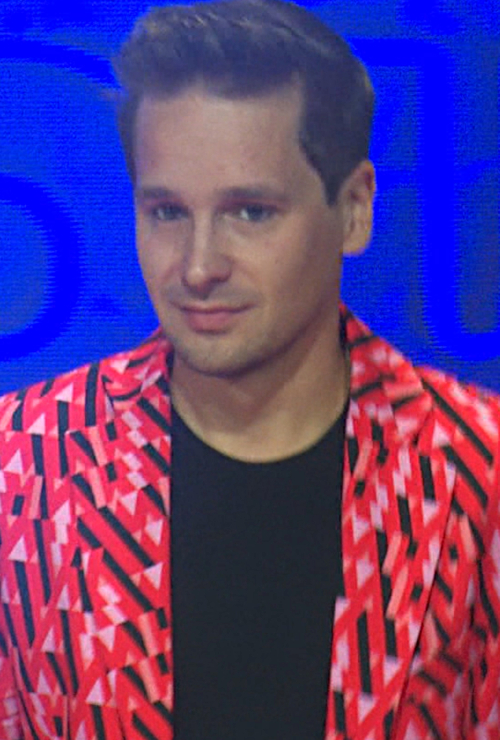
Zalewski w 2019

16 listopada 2018 ukazał się album pt. Męskie Granie 2018, na którym znalazły się występy Zalewskiego z „Jak dobrze” i „Przyjdź w taką noc” oraz wszystkie z Męskie Granie Orkiestrą. 4 grudnia 2018 Zalewski otrzymał nominację do Paszportu „Polityki” w kategorii muzyka rozrywkowa, a dzień później ZPAV przyznał mu złotą płytę za Zalewski śpiewa Niemena. 23 stycznia 2019 odbyła się premiera singla „Kurier”, nagranego przez Zalewskiego na potrzeby filmu pod tym samym tytułem. Piosenka dotarła do dziewiątego miejsca listy AirPlay – Top oraz pierwszego na Liście przebojów Programu Trzeciego, Popliście RMF FM i Liście przebojów Radia Zet. 31 stycznia 2019 Zalewski otrzymał nominację do MocArta w kategorii wydarzenie roku (za Zalewski śpiewa Niemena), a 1 marca 2019 wyruszył w trasę koncertową. 9 marca 2019 pojawił się na gali Fryderyki 2019, na której odebrał nagrody w kategoriach: nowe wykonanie (Zalewski śpiewa Niemena) i utwór roku („Początek”). Był także nominowany w kategoriach: autor roku (w ramach duetu z Podsiadło) i kompozytor roku (w zespole z Podsiadło, Aleksandrem Świerkotem i Marcinem Macukiem, którzy współtworzyli „Początek”) oraz do nagrody publiczności za przebój roku („Początek”). Podczas ceremonii wykonał „Przyjdź w taką noc” oraz, wspólnie z Podsiadło i Kortezem, „Początek”.
26 kwietnia 2019 zagrał koncert z serii Solo Act w warszawskiej Hali Torwar. W 2019 ponownie został współtwórcą Męskie Granie Orkiestry, tym razem z Katarzyną Nosowską, Igorem Walaszkiem i Tomaszem Organkiem. 30 maja 2019 odbyła się premiera ich nagranego na rzecz tegorocznej trasy singla „Sobie i Wam”, który dotarł do drugiego miejsca listy AirPlay – Top oraz pierwszego Listy przebojów Programu Trzeciego i Poplisty RMF FM. 12 lipca 2019 odbyła się premiera coveru „Miłość rośnie wokół nas”, nagranego przez Zalewskiego, Melę Koteluk, Paulinę Przybysz, Natalią Przybysz i Vito Bambino w ramach promocji filmu Król lew. Latem 2019 artysta występował na trasie Męskie Granie 2019, zarówno z własnymi koncertami, jak i w ramach Męskie Granie Orkiestry, a także utworzonej z okazji dziesięciolecia trasy Orkiestry Orkiestr, podsumowującej historię przedsięwzięcia. Ponadto zagrał na Pol’and’Rock Festivalu i Kraków Live Festivalu. 30 października 2019 wyruszył w trasę Solo Act. 15 listopada 2019 odbyła się premiera albumu Męskie Granie 2019, na którym znalazły się występy Zalewskiego z „Miłość miłość” i „Feeling Exactly” (z Bass Astral x Igo) oraz wszystkie z Męskie Granie Orkiestrą. Wspólne wykonanie przez Zalewskiego i Walaszka utworu „Zazdrość” grupy Hey, pochodzące z albumu, dotarło do drugiego miejsca Listy przebojów Programu Trzeciego i zostało nominowane do Fryderyka w kategorii najlepsze nowe wykonanie. 21 listopada 2019 Zalewski i Grubson wzięli udział w Red Bull SoundClash – koncercie na Torwarze, podczas którego występowali na przeciwległych scenach, rywalizując w czterech konkurencjach. Podczas imprezy Zalewski odebrał platynową płytę na 30 tysięcy sprzedanych egzemplarzy albumu Złoto.

### Od 2020
9 maja 2020 roku opublikował nagranie w ramach akcji #hot16challenge, promującej zbiórkę funduszy na rzecz personelu medycznego w trakcie trwania pandemii COVID-19. Latem 2020 odbył trasę koncertową. 18 września 2020 wydał solowy album pt. Zabawa. Album promował sześcioma singlami: „Tylko nocą” (wydanym 19 czerwca 2020), „Annuszka” (30 lipca 2020), „Zabawa” (18 września 2020), „Lustra” (11 listopada 2020), „Wszystko będzie dobrze” (18 stycznia 2021) i „Na apatię” (15 czerwca 2021). Single „Annuszka” i „Wszystko będzie dobrze” dotarły do kolejno 17. i 18. miejsca notowania AirPlay – Top, ponadto oba zajęły pierwszą pozycję Poplisty radia RMF FM. Zabawa zadebiutowała na drugim miejscu listy OLiS i pokryła się złotą płytą. 24 października 2020 ukazał się album zespołu Voo Voo pt. Anawa 2020 (stanowiącego interpretację płyty Marek Grechuta & Anawa z 1970), na który Zalewski nagrał partie wokalne do utworów „W dzikie wino zaplątani” i „Nie dokazuj”. Na 20 listopada 2020 zaplanowany był początek jego trasy koncertowej Zabawa, która ze względu na pandemię COVID-19 została przełożona na marzec i kwiecień 2021.
29 stycznia 2021 wydał cover piosenki „Kolorowy wiatr” z repertuaru Edyty Górniak, nagrany w celu promocji programu Planeta doskonała stacji BBC Earth. 19 maja 2021 opublikował premierowy utwór „Wilk”, który nagrał na potrzeby audiobooku Wilkołak. Piosenka początkowo była dostępna jako singiel tylko na platformach Empik Music i YouTube, a w pozostałych serwisach strumieniowych pojawiła się dopiero 15 lutego 2022. 2 czerwca 2021 Zalewski zagrał koncert na najwyższym piętru wieżowca Olivia Star w Gdańsku; nagranie z wydarzenia zostało opublikowane w serwisie Player. 30 czerwca 2021 ukazał się na singlu utwór „Zabawa” w remiksie duetu Catz ’n Dogz. Latem 2021 Zalewski odbył trasę koncertową Wszystko będzie dobrze. 5 sierpnia 2021 wykonał singiel „Annuszka” podczas gali Fryderyki 2021, w trakcie której odebrał nagrody w kategoriach: album roku pop alternatywny (za Zabawę), producent muzyczny roku (wraz z Andrzejem Markowskim) i autor roku. Podczas odbioru statuetki dla autora roku pocałował na scenie wręczającego ją Ralpha Kaminskiego, co było szeroko komentowane w mediach. 6 sierpnia 2021 ukazał się singiel „Hey Vee” Ayouba Houmanny z gościnnym udziałem Zalewskiego, zapowiadający wydany tydzień później album Berber Colors. 17 i 19 sierpnia 2021 Zalewski wystąpił na Top of the Top Sopot Festivalu transmitowanym przez TVN. 30 sierpnia 2021 odbyła się premiera singla „Francuskie filmy” duetu producenckiego Favst i Gibbs z gościnnym udziałem Zalewskiego i Pezeta, zapowiadającego ich album Hample.
11 września 2021 w Spodku zagrał koncert, który został zorganizowany w ramach celebracji urodzin miasta Katowice. 16 października 2021 telewizja Canal+ Premium wyemitowała premierowo koncert Zalewskiego z serii MTV Unplugged, nagrany 16 czerwca tego samego roku w warszawskim Och-Teatrze. 22 października 2021 został wydany wspólny utwór Zalewskiego i Marii Dębskiej „Nie będzie romansu”, który nagrali w celu promocji filmu Bo we mnie jest seks. 26 listopada 2021 odbyła się premiera albumu koncertowego Zalewskiego z serii MTV Unplugged, który zadebiutował na trzecim miejscu listy OLiS. Wydawnictwo promował czterema singlami z występami z koncertu: „Ptaki”, cover „Romanca Cherubina” Wandy Warskiej (z gościnnym udziałem Natalii Przybysz, Pauliny Przybysz i Miłosza Pękały), „Tylko nocą” (z gościnnym udziałem Justyny Święs) oraz „Polsko” i „Jaśniej” (na podwójnym singlu). 27 grudnia 2021 wydał cover utworu „Oczko w głowie” Tymka, Kuby Karasia i Urbańskiego, który nagrał w ramach akcji Kayax XX Rework zorganizowanej przez wytwórnię Kayax. Nagranie dotarło do szóstego miejsca listy przebojów Radia 357.

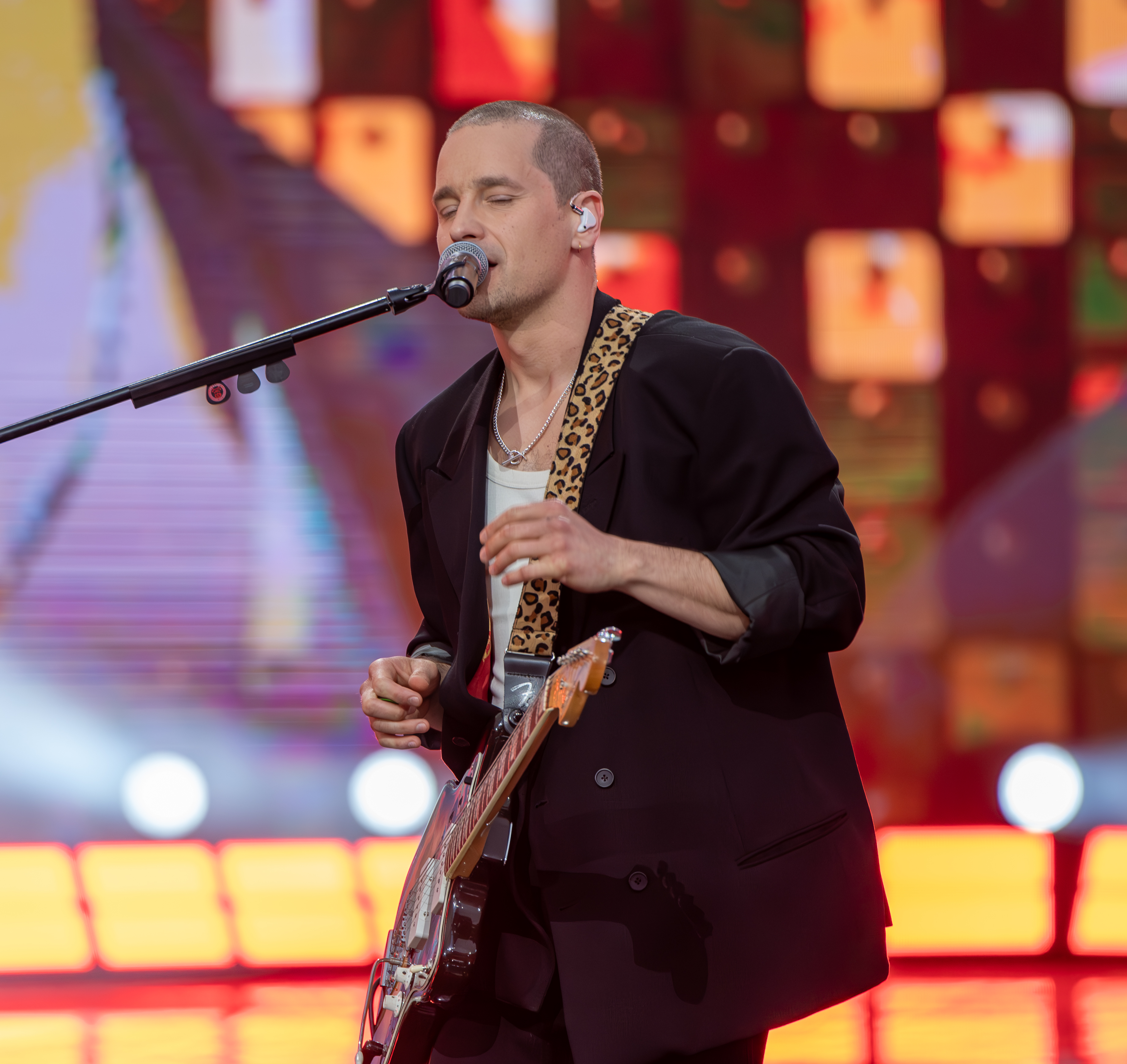
Zalewski podczas Polsat Hit Festiwalu 2024

28 stycznia 2022 Ewa Farna wydała album Umami, na którym Zalewski wystąpił gościnnie w utworze „Smutna piosenka”. W marcu i kwietniu 2022 muzyk odbył trasę koncertową Zalewski MTV Unplugged, a 17 marca 2022 otrzymał nominacje do plebiscytu Fryderyki 2022 w kategoriach artysta roku i album roku pop (za MTV Unplugged). Wraz z Bedoesem i duetem Kwiat Jabłoni wszedł w skład Męskie Granie Orkiestry 2022. 31 maja 2022 odbyła się premiera nagranego przez nich singla dorocznej edycji trasy Męskiego Grania, „Jest tylko teraz”. 11 czerwca 2022 Zalewski wykonał utwory „Opowiadaj mi tak” (w duecie z Natalią Szroeder) i „Rzuć to wszystko co złe” podczas koncertu Wodecki uroczysty, który został zorganizowany w Krakowie w ramach dorocznego festiwalu Wodecki Twist i był emitowany przez telewizję Polsat. 13 czerwca 2022 Zalewski, Tomasz Ziętek, Emade, Kev Fox i Smolik zagrali wspólny koncert z piosenkami zespołu The Beatles podczas imprezy z okazji uruchomienia w Polsce serwisu strumieniowego Disney+, nawiązujący do finałowego koncertu Beatlesów z 1969 i promujący miniserial The Beatles: Get Back. 19 sierpnia 2022 w Uniejowie odbył się koncert Zalewski i przyjaciele, który Zalewski z udziałem gości specjalnych zagrał w ramach Earth Festivalu emitowanego przez Polsat. 23 września 2022 duet muzyczny Catz ’n Dogs wydał singiel „Chmura” z gościnnym udziałem Zalewskiego, zapowiadający ich album Punkt.
25 listopada 2022 odbyła się premiera albumu koncertowego Męskie Granie 2022, na którym znalazły się występy Zalewskiego w ramach Męskie Granie Orkiestry 2022 oraz solowe wykonanie utworu „Ptaki”. Wydawnictwo pokryło się złotą płytą. 30 listopada 2022 została wydana reedycja albumu Zabawa pt. Zabawa Boks, wzbogacona względem oryginalnej wersji o pięć utworów, w tym premierowy singiel „O Tobie myśl”. 17 grudnia 2022 na Hali Torwar Zalewski zagrał koncert o nazwie Koniec Zabawy, stanowiący zwieńczenie okresu promocji albumu Zabawa. 2 czerwca 2023 zaśpiewał gościnnie w utworze „The Kill” podczas występu zespołu Thirty Seconds to Mars na Orange Warsaw Festivalu w Warszawie. 14 lipca 2023 odbyła się premiera reedycji albumu Zalewski śpiewa Niemena (2018), wzbogacona względem wersji pierwotnej o dwa nowe utwory. Latem 2023 artysta zagrał m.in. na festiwalu w Jarocinie (16 lipca) i Pol’and’Rock Festivalu (3 sierpnia). Otrzymał nominacje do Fryderyków 2024 w kategoriach artysta roku i najlepsze nowe wykonanie („Płonąca stodoła”).
Wiosną i latem 2024 wystąpił między innymi na Polsat Hit Festiwalu 2024 (25 maja), LXI Krajowym Festiwalu Piosenki Polskiej w Opolu (1 i 2 czerwca), gdzie otrzymał Superjedynkę, Open’er Festivalu (4 lipca) oraz Top of the Top Sopot Festivalu 2024 (20 sierpnia). 27 września 2024 wydał nakładem Kayax szósty album studyjny, Zgłowy. Dotarł on na 2. miejsce notowania OLiS i 1. pozycję OLiS – albumy fizycznie. Promowały go single „Zgłowy”, „Kochaj”, „Roboty”, „Edith Piaf i „Nastolatek”. Zaśpiewał gościnnie w utworze Natalii Szroeder „Pętla” z albumu REM, wydanego 18 października 2024. Od 22 listopada do 22 grudnia 2024 odbył trasę koncertową Zgłowy Tour, obejmującą hale sportowo-widowiskowe. 28 listopada 2024 wydał singel „Pamiętam Cię”, nagrany z duetem Kępiński/Kowalonek na potrzeby serialu telewizyjnego Prosta sprawa, w którym zagrał. 29 listopada 2024 TVP2 wyemitowała koncert, który zagrał w ramach cyklu Muzyka na dobry wieczór.
16 stycznia 2025 wydał nagrany w duecie z sanah singel „Eviva l’arte!”, stanowiący nagranie wiersza Kazimierza Przerwy-Tetmajera i zwiastujący jej album Dwoje ludzieńków. Dotarł on do 2. listy airplay OLiA i 13. miejsca notowania OLiS – single w streamie oraz pokrył się złotą płytą. Od 1 do 30 marca 2025 odbył trasę koncertową Zgłowy nie można wyjść Tour. 5 kwietnia 2025 wystąpił na ceremonii Fryderyków 2025, gdzie otrzymał nagrody w kategoriach artysta / artystka roku, album roku rock & blues (Zgłowy) i singiel roku pop alternatywny („Zgłowy”). Od 27 czerwca do 22 sierpnia 2025 wystąpi we wszystkich miastach podczas festiwalowej trasy Męskie Granie 2025, gdzie zagra wspólne koncerty z T.Love w ramach projektu Męskie Granie Przestawia. 19 i 20 września 2025 będzie gościem podczas koncertów sanah na PGE Narodowym w Warszawie.

## Działalność pozamuzyczna

### Aktorstwo
W 2009 otrzymał angaż do głównej roli Mieczysława „Roja” Dziemieszkiewicza w filmie wojennym Jerzego Zalewskiego Historia Roja. Zdjęcia trwały od grudnia 2009 do czerwca 2010. Postprodukcja filmu została wstrzymana ze względu na wycofanie się z finansowania oraz żądanie zwrotu części poniesionych nakładów przez Telewizję Polską i innych sponsorów. Przez kilka lat środki na postprodukcję były zbierane poprzez zbiórkę publiczną. Premiera filmu odbyła się 4 marca 2016, po ponad sześciu latach od rozpoczęcia zdjęć. Dramat został negatywnie odebrany przez krytyków. Krzysztof Połaski z czasopisma „Tele Magazyn” napisał: „Laureat II polskiej edycji Idola nie przekonuje swoją grą w żadnym momencie, jest sztuczny, wygłaszane przez niego kwestie – zawsze wypowiadane jak kościelne kazanie – brzmią karykaturalnie i przede wszystkim nie wywołuje żadnych emocji”. Za rolę w filmie Zalewski otrzymał nominację do antynagrody Węża za najgorszą rolę męską. W marcu i kwietniu 2017 Telewizja Polska wyemitowała miniserial Historia Roja, stanowiący rozszerzoną wersję filmu.
Wystąpił w dubbingowej roli Wita w serialu animowanym Kajko i Kokosz platformy strumieniowej Netflix, zrealizowanym na podstawie serii komiksów Janusza Christy pod tym samym tytułem, udostępnianym od 28 lutego 2021. 5 marca 2021 odbyła się premiera amerykańskiego filmu animowanego Co w duszy gra z polskim dubbingiem, w którym Zalewski wcielił się w rolę Paula. Piosenkarz wystąpił w głównej roli Dawida Wolskiego w serialu Wilkołak (2021) zrealizowanym dla platformy Empik Go w formie książki mówionej na podstawie powieści Wojciecha Chmielarza pod tym samym tytułem. Zalewski za sprawą Wilkołaka otrzymał nagrodę Bestsellera Empiku w kategorii audiobook.
Wcielił się w fikcyjną postać Lucka, kochanka Kaliny Jędrusik, w poświęconym życiu piosenkarki filmie Katarzyny Klimkiewicz Bo we mnie jest seks (2021). Wystąpił w roli siebie samego w filmie Tomasza Habowskiego Piosenki o miłości (2021). Wcielił się w drugoplanowe role reżysera Ksawerego Lipskiego w drugim sezonie serialu telewizyjnego Mój agent serwisu strumieniowego Player (2023) i biznesmena Jacka Kolosa w serialu Canal+ Premium Prosta sprawa (2024). 7 marca 2025 odbyła się premiera komedii romantycznej Misie w reżyserii Mariusza Malca, w której zagrał główną rolę Kuby.

### Prezenterstwo
19 stycznia 2018 na antenie Programu Trzeciego Polskiego Radia zadebiutował prowadzony przez Zalewskiego program Zalef Zgiełku, emitowany w piątki do września tego samego roku.
W listopadzie 2020 dołączył do powstającego Radia 357, a od 5 stycznia 2021 prowadzi na antenie program Zelig.
Od 30 września do 6 października 2024 współprowadził magazyn poranny TVN, Dzień dobry TVN.

## Życie prywatne
Od 1999 do co najmniej 2004 był w związku z poznaną w liceum Sarą Jakubczyk. Był zaręczony z Olgą Tuszewską, menedżerką Brodki. Mają syna, Lwa (ur. 2018).

## Charakterystyka muzyczna i inspiracje

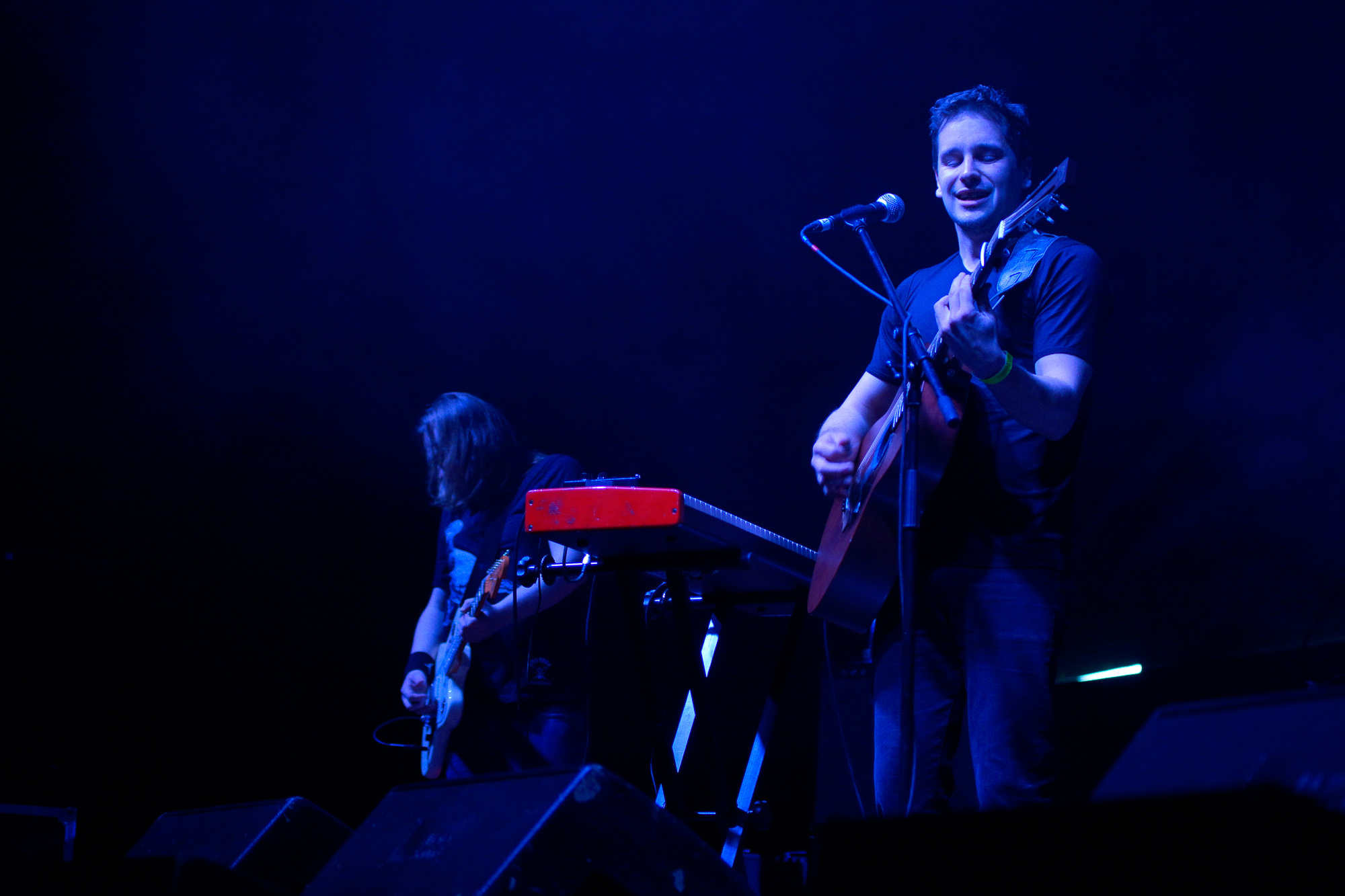
Zalewski podczas koncertu w 2014

Śpiewa tenorem. Gra na gitarze, instrumentach perkusyjnych (perkusji, ksylofonie i wibrafonie), bębnach oraz instrumentach klawiszowych. Uczył się także gry na klarnecie.
W początkowym etapie kariery, tj. w programie Idol i na debiutanckim albumie Pistolet (2004), wykonywał muzykę z pogranicza heavy metalu, hard rocka i post grunge’u. Z zespołem Japoto tworzył utwory z elementami rocka, jazzu, muzyki alternatywnej i elektronicznej, breakbeatu oraz funku. Paweł Franczak z „Kuriera Lubelskiego” ocenił, że albumowi Japoto (2010) „bardzo blisko do off-jazzu i post-rocka, a bardzo daleko do metalu”. Solowa twórczość Zalewskiego od 2013 łączy elementy rocka, muzyki alternatywnej i popu. Kurkiewicz napisał o albumie Zelig (2013): „[Zalewski] żongluje brzmieniami, przeplatając przebojowy rock, funkową gitarę czy subtelne ballady”. Joanna Wróżyńska z „Gazety Wyborczej” opisała album Złoto (2016): „To już momentami flirt z muzyką popularną, radiowym mainstreamem”. Małgorzata Muraszko z „Gazety Wyborczej” skomentowała twórczość Zalewskiego: „Jest to trochę spopularyzowany, komercyjny pop-rock (…). W muzyce Zalewskiego to co popularne i komercyjne jest doskonale wyważone z tym, co alternatywne”. Swoją ewolucję brzmieniową artysta skomentował: „W przeszłości miałem przeświadczenie, że to co robię musi posiadać charakterystyczne brzmienie gitary i musi trzymać się ustalonego gatunku. Teraz nieco wydoroślałem i myślę, że nie ma sensu grać czegoś co już było, a pora poszukiwać własnego języka muzycznego”.
Spośród muzycznych inspiracji wymienił The Beatles, Iron Maiden, Davida Bowiego, Freddiego Mercury’ego i Queen, Chrisa Cornella, Mike’a Pattona, Björk, Czesława Niemena, The Doors, Pink Floyd, Hey i Katarzynę Nosowską. Beatlesów nazwał „najlepszym zespołem na świecie” i wyznał, że dzięki nim zrozumiał, iż najważniejsza w tworzeniu muzyki jest melodia. Dodał: „Będąc pacholęciem słuchałem różnych metalowych zespołów, ale to jest jakiś żart przy «Helter Skelter»”. Bowiego i Mercury’ego nazwał swoimi największymi inspiracjami w zakresie wokalu.

## Dyskografia
| Albumy studyjne - Pistolet (2004) - Zelig (2013) - Złoto (2016) - Zalewski śpiewa Niemena (2018) - Zabawa (2020) - Zgłowy (2024) | Albumy koncertowe - MTV Unplugged (2021) |

## Filmografia

### Jako aktor
| Rok  | Tytuł                | Rola                              | Dodatkowe informacje                  |
| ---- | -------------------- | --------------------------------- | ------------------------------------- |
| 2016 | Historia Roja        | Mieczysław „Rój” Dziemieszkiewicz | film lub miniserial (5 odcinków)      |
| 2021 | Wilkołak             | Dawid Wolski                      | podcast (8 odcinków)                  |
| 2021 | Bo we mnie jest seks | Lucek                             | film                                  |
| 2021 | Piosenki o miłości   | on sam                            | film                                  |
| 2023 | Mój agent            | Ksawery Lipski                    | serial telewizyjny (odcinki 9–11)     |
| 2024 | Prosta sprawa        | Jacek Kolos                       | serial telewizyjny (odcinki 1, 3 i 5) |
| 2025 | Misie                | Kuba                              | film                                  |

### Jako aktor dubbingowy
| Rok  | Tytuł          | Rola    | Dodatkowe informacje         |
| ---- | -------------- | ------- | ---------------------------- |
| 2021 | Kajko i Kokosz | Woj Wit | serial animowany (4 odcinki) |
| 2021 | Co w duszy gra | Paul    | film animowany               |

### Muzyka
| Rok  | Tytuł                 | Dodatkowe informacje                  |
| ---- | --------------------- | ------------------------------------- |
| 2011 | Jeż Jerzy             | ścieżka dźwiękowa                     |
| 2015 | Legendy polskie: Smok | wykonanie utworu „Cichosza”           |
| 2016 | Historia Roja         | wykonanie utworu „Nie pytaj o Polskę” |
| 2016 | Na noże               | wykonanie utworu „Na noże”            |
| 2019 | Kurier                | wykonanie utworu „Kurier”             |
| 2021 | Bo we mnie jest seks  | wykonanie utworu „Tylko wróć”         |

## Nagrody i nominacje
| Plebiscyt                        | Rok  | Kategoria / nagroda             | Nominowana twórczość / osoby                                            | Rezultat  | Źr.     |
| -------------------------------- | ---- | ------------------------------- | ----------------------------------------------------------------------- | --------- | ------- |
| Bestsellery Empiku               | 2022 | Audiobook                       | Wilkołak                                                                | Wygrana   | [ 235 ] |
| Bestsellery Empiku               | 2023 | Muzyka – pop i rock             | Męskie Granie 2022                                                      | Nominacja | [ 271 ] |
| Eska Music Awards                | 2015 | Eska TV Award – Najlepsze video | „Złota kula” (z Grubsonem)                                              | Nominacja | [ 272 ] |
| Europejskie Nagrody Muzyczne MTV | 2020 | Najlepszy polski wykonawca      | Krzysztof Zalewski                                                      | Nominacja | [ 273 ] |
| Europejskie Nagrody Muzyczne MTV | 2021 | Najlepszy polski wykonawca      | Krzysztof Zalewski                                                      | Nominacja | [ 274 ] |
| Europejskie Nagrody Muzyczne MTV | 2024 | Najlepszy polski wykonawca      | Krzysztof Zalewski                                                      | Nominacja | [ 275 ] |
| Fryderyki                        | 2017 | Album roku rock                 | Złoto                                                                   | Nominacja | [ 83 ]  |
| Fryderyki                        | 2017 | Teledysk roku                   | „Miłość miłość”                                                         | Nominacja | [ 83 ]  |
| Fryderyki                        | 2018 | Teledysk roku                   | „Polsko”                                                                | Nominacja | [ 276 ] |
| Fryderyki                        | 2019 | Autor roku                      | Krzysztof Zalewski i Dawid Podsiadło                                    | Nominacja | [ 128 ] |
| Fryderyki                        | 2019 | Kompozytor roku                 | Krzysztof Zalewski, Dawid Podsiadło, Aleksander Świerkot i Marcin Macuk | Nominacja | [ 128 ] |
| Fryderyki                        | 2019 | Utwór roku                      | „Początek”                                                              | Wygrana   | [ 128 ] |
| Fryderyki                        | 2019 | Nowe wykonanie                  | Zalewski śpiewa Niemena                                                 | Wygrana   | [ 128 ] |
| Fryderyki                        | 2020 | Najlepsze nowe wykonanie        | „Zazdrość”                                                              | Nominacja | [ 141 ] |
| Fryderyki                        | 2021 | Autor roku                      | Krzysztof Zalewski                                                      | Wygrana   | [ 166 ] |
| Fryderyki                        | 2021 | Kompozytor roku                 | Krzysztof Zalewski                                                      | Nominacja | [ 166 ] |
| Fryderyki                        | 2021 | Producent muzyczny roku         | Krzysztof Zalewski i Andrzej Markowski                                  | Wygrana   | [ 166 ] |
| Fryderyki                        | 2021 | Album roku pop alternatywny     | Zabawa                                                                  | Wygrana   | [ 166 ] |
| Fryderyki                        | 2022 | Artysta roku                    | Krzysztof Zalewski                                                      | Nominacja | [ 187 ] |
| Fryderyki                        | 2022 | Album roku pop                  | MTV Unplugged                                                           | Nominacja | [ 187 ] |
| Fryderyki                        | 2024 | Artysta roku                    | Krzysztof Zalewski                                                      | Nominacja | [ 199 ] |
| Fryderyki                        | 2024 | Najlepsze nowe wykonanie        | „Płonąca stodoła”                                                       | Nominacja | [ 199 ] |
| Fryderyki                        | 2025 | Artysta / artystka roku         | Krzysztof Zalewski                                                      | Wygrana   | [ 277 ] |
| Fryderyki                        | 2025 | Album roku rock & blues         | Zgłowy                                                                  | Wygrana   | [ 277 ] |
| Fryderyki                        | 2025 | Singiel roku pop alternatywny   | „Zgłowy”                                                                | Wygrana   | [ 277 ] |
| Fryderyki (nagrody publiczności) | 2019 | Przebój roku                    | „Początek”                                                              | Nominacja | [ 129 ] |
| Fryderyki (nagrody publiczności) | 2020 | Nagroda publiczności            | „Kurier”                                                                | Nominacja | [ 278 ] |
| Fryderyki (nagrody publiczności) | 2020 | Nagroda publiczności            | „Sobie i Wam”                                                           | Nominacja | [ 278 ] |
| Fryderyki (nagrody publiczności) | 2024 | Fryderykowy przebój 30-lecia    | „Początek”                                                              | Nominacja | [ 279 ] |
| Kobieta Roku Glamour             | 2019 | Mężczyzna roku                  | Krzysztof Zalewski                                                      | Wygrana   | [ 280 ] |
| Mateusze                         | 2017 | Muzyka rozrywkowa – wydarzenie  | Krzysztof Zalewski                                                      | Wygrana   | [ 91 ]  |
| MocArty                          | 2019 | Wydarzenie roku                 | Zalewski śpiewa Niemena                                                 | Nominacja | [ 125 ] |
| O!Lśnienia                       | 2021 | Muzyka popularna                | Krzysztof Zalewski                                                      | Wygrana   | [ 281 ] |
| On Air Music Awards              | 2025 | Artysta roku                    | Krzysztof Zalewski                                                      | Nominacja | [ 282 ] |
| On Air Music Awards              | 2025 | Rock                            | „Kochaj”                                                                | Nominacja | [ 282 ] |
| Paszporty „Polityki”             | 2019 | Muzyka popularna                | Krzysztof Zalewski                                                      | Nominacja | [ 283 ] |
| PL Music Video Awards            | 2020 | Pop                             | „Annuszka”                                                              | Nominacja | [ 284 ] |
| PL Music Video Awards            | 2021 | Dance/Electronic                | „Zabawa” (Catz ’n Dogz Remix)                                           | Wygrana   | [ 285 ] |
| PL Music Video Awards            | 2024 | Rock i ostre brzmienie          | „Kochaj!”                                                               | Nominacja | [ 286 ] |
| Róże Gali                        | 2018 | Muzyka                          | Zalewski śpiewa Niemena                                                 | Nominacja | [ 287 ] |
| Róże Gali                        | 2020 | Muzyka                          | Zabawa                                                                  | Wygrana   | [ 288 ] |
| Superjedynki                     | 2024 | —                               | Krzysztof Zalewski                                                      | Wygrana   | [ 201 ] |
| Węże                             | 2017 | Najgorsza rola męska            | Historia Roja                                                           | Nominacja | [ 230 ] |